# 마키하라 료타로
마키하라 료타로 (牧原亮太郎, 1980년 ~ )는 일본의 애니메이션 감독이다.

## 참가 작품

### 영화
- 《하루》 (2013)
- 《죽은 자의 제국》 (2016)